# 埼玉県の登録有形文化財一覧

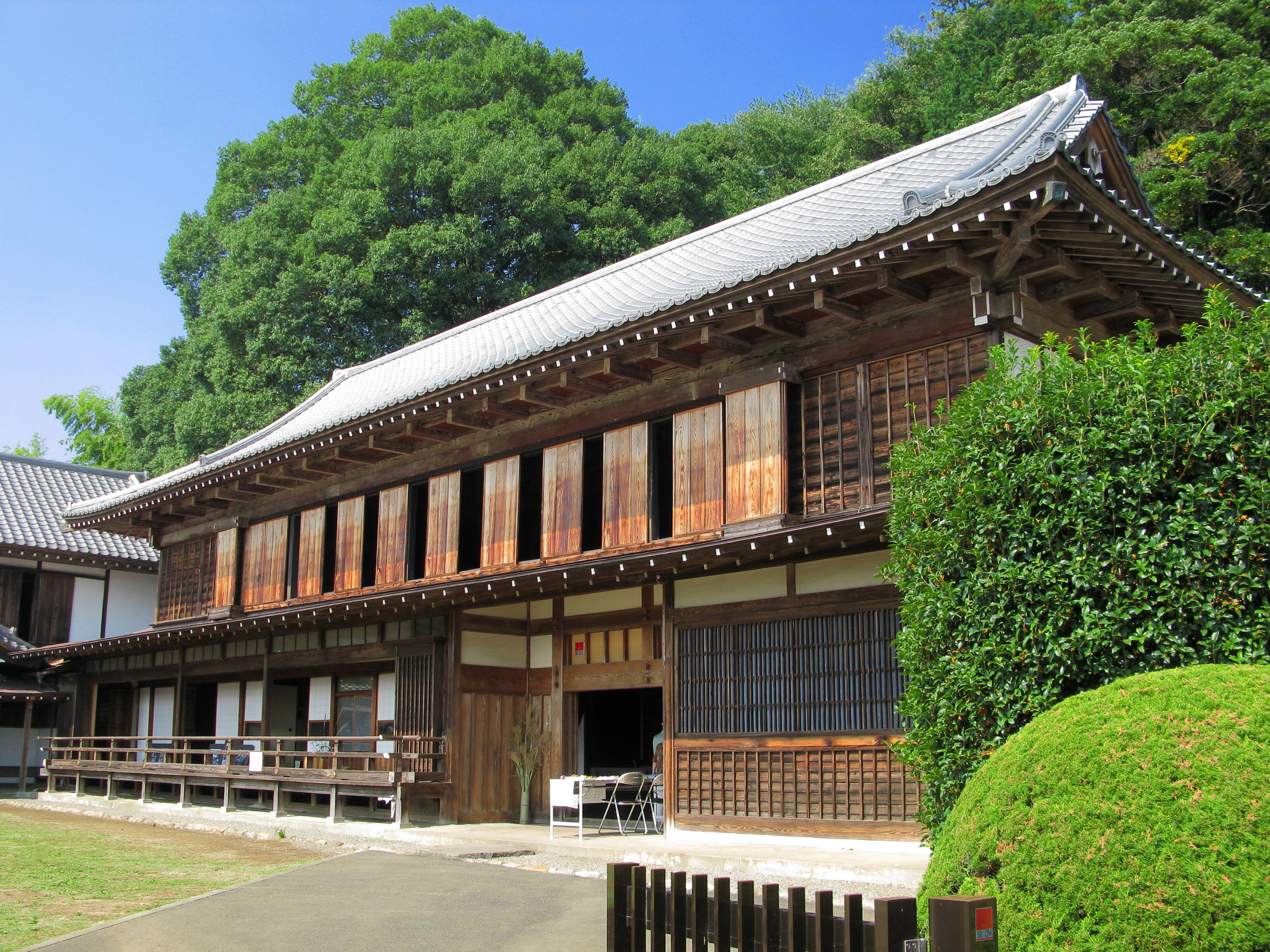
旧新井家住宅（高麗郷古民家）

埼玉県の登録有形文化財一覧（さいたまけんのとうろくゆうけいぶんかざいいちらん）は、埼玉県にある登録有形文化財（国登録）の一覧。

## 概説
埼玉県内には2023年現在、204件の登録有形文化財（建造物）がある。県中心部のさいたま市などは開発が進み、川越市や秩父市など県西部などに文化財が多い傾向がある。なお重要文化財指定の建造物は27件、県指定の建造物の文化財は57件となっている。登録有形文化財から重要文化財に昇格したものは2018年の遠山記念館13件が初めてで、2019年には旧田中家住宅が重要文化財に指定された。解体・焼失したもの等は現時点で無い。

## さいたま市
- 浦和くらしの博物館民家園展示棟（旧浦和市農業協同組合三室支所倉庫）（1997年7月15日登録）
- 加藤家住宅主屋（2015年10月27日登録）
- 岩槻郷土資料館（旧岩槻警察署本庁舎・附属庁舎及び演武場）（2016年8月1日登録）
- 旧岩槻警察署附属掲示場（2016年8月1日登録）
- 二木屋（旧小林英三家住宅）主屋（2003年1月31日登録）
- 二木屋（旧小林英三家住宅）門及び塀（2003年1月31日登録）
- 細淵家住宅主屋（2006年3月2日登録）
- 細淵家住宅長屋門（2006年3月2日登録）
- 長谷川家住宅旧店蔵及び主屋（2016年8月1日登録）
- 長谷川家住宅文庫蔵（2016年8月1日登録）
- 東玉大正館（旧中井銀行岩槻支店）（2007年12月5日登録）
- 内木酒造店舗兼主屋（2015年10月27日登録）
- 内木酒造離れ（2015年10月27日登録）
- 青山茶舗店舗兼主屋（2022年2月17日登録）
- 青山茶舗旧納屋（楽風）（2022年2月17日登録）

## 川口市
- 十一屋北西商店蔵（2013年登録）
- 十一屋北西商店店舗（2013年登録）
- 旧鋳物問屋鍋平別邸主屋（2001年登録）
- 旧鋳物問屋鍋平別邸蔵（2001年登録）
- 旧鋳物問屋鍋平別邸離れ（2001年登録）
- 大泉家住宅洋館（2019年登録）
- 大泉家住宅和館（2019年登録）
- 永瀬昌文家住宅主屋（2019年登録）
- 永瀬孝男家住宅洋館（2019年登録）
- 永瀬孝男家住宅洋館和館（2019年登録）
- 永瀬孝男家住宅洋館土蔵（2019年登録）
- 永瀬孝男家住宅洋館納屋（2019年登録）
- 永瀬孝男家住宅洋館旧発電所（2019年登録）
- 永瀬孝男家住宅洋館煉瓦蔵（2019年登録）
- 永瀬孝男家住宅洋館表門及び煉瓦塀（2019年登録）
- 旧森龍織物主屋（2019年登録）
- 旧森龍織物工場（2019年登録）

## 川越市
- あさひ銀行川越支店（旧八十五銀行本店本館）（1996年登録）
- カワモク本部事務所棟（旧六軒町郵便局）（1997年登録）
- 旧鏡山酒造昭和蔵（2008年登録）
- 旧鏡山酒造大正蔵（2008年登録）
- 旧鏡山酒造明治蔵（2008年登録）
- 佐久間旅館奥の間（1999年登録）
- 三重家住宅主屋（2014年登録）
- 三重家住宅門（2014年登録）
- 手打ちそば百丈（旧湯宮釣具店）（1999年登録）
- 川越商工会議所（旧武州銀行川越支店）（1998年登録）
- 太陽軒（2004年登録）
- 日本聖公会川越キリスト教会礼拝堂（2001年登録）

## 越谷市
- 木下半助商店主屋（2015年登録）
- 木下半助商店稲荷社（2015年登録）
- 木下半助商店石蔵（2015年登録）
- 木下半助商店店舗及び土蔵（2015年登録）

## 本庄市
- ローヤル洋菓子店（旧本庄商業銀行倉庫）（1997年登録）
- 賀美橋（2008年登録）
- 間瀬堰堤（2000年登録）
- 間瀬堰堤管理橋（2000年登録）
- 児玉町旧配水塔（2000年登録）
- 寺坂橋（2008年登録）
- 滝岡橋（2008年登録）
- 本庄仲町郵便局（1998年登録）

## 所沢市
- 旭橋（2009年登録）
- 旧和田家住宅（クロスケの家）主屋（2013年登録）
- 旧和田家住宅（クロスケの家）製茶工場（2013年登録）
- 旧和田家住宅（クロスケの家）土蔵（2013年登録）
- 秋田家住宅店舗兼主屋（2016年登録）
- 秋田家住宅土蔵（2016年登録）
- 秋田家住宅門及び塀（2016年登録）
- 秋田家住宅離れ（2016年登録）
- 所沢郷土美術館主屋（2005年登録）
- 所沢郷土美術館長屋門（2005年登録）
- 所沢郷土美術館土蔵（2005年登録）

## 志木市
- 朝日屋原薬局主屋（2003年登録）
- 朝日屋原薬局土蔵（2003年登録）
- 朝日屋原薬局東雲不動尊祠（2003年登録）
- 朝日屋原薬局物置（2003年登録）
- 朝日屋原薬局門及び塀（2003年登録）
- 朝日屋原薬局洋館（2003年登録）
- 朝日屋原薬局離れ（2003年登録）

## ふじみ野市
- 回漕問屋吉野屋土蔵（1998年登録）
- 旧大井村役場（2002年登録）

## 秩父市
- カフェ・パリー（2004年登録）
- 安田屋（2004年登録）
- 逸見家住宅主屋（2009年登録）
- 薗田家住宅主屋（2004年登録）
- 薗田家住宅表門（2004年登録）
- 吉田町立歴史民俗資料館（旧武毛銀行本店）（1997年登録）
- 宮前家住宅主屋（2004年登録）
- 宮前家住宅表門（2004年登録）
- 旧柿原商店石塀（2002年登録）
- 旧柿原商店店舗及び主屋（2002年登録）
- 旧柿原商店土蔵Ａ（2002年登録）
- 旧柿原商店土蔵Ｂ（2002年登録）
- 旧柿原商店土蔵Ｃ（2002年登録）
- 旧埼玉県繊維工業試験場秩父支場工場棟（2001年登録）
- 旧埼玉県繊維工業試験場秩父支場倉庫（2001年登録）
- 旧埼玉県繊維工業試験場秩父支場本館（2001年登録）
- 旧新井商店店舗及び主屋（2004年登録）
- 旧新井商店商品倉庫（2004年登録）
- 旧新井商店倉庫（2004年登録）
- 旧大月旅館別館（2006年登録）
- 旧秩父駅舎（2001年登録）
- 近藤歯科医院（2006年登録）
- 小池煙草店（2004年登録）
- 松本教室主屋（2006年登録）
- 秩父鉄道御花畑駅舎（2004年登録）
- 秩父銘仙出張所一（2004年登録）
- 秩父銘仙出張所二（2004年登録）
- 秩父銘仙出張所三（2004年登録）
- 武甲酒造柳田総本店店舗（2004年登録）

## 熊谷市
- 歓喜院五社大明神（2017年登録）
- 歓喜院三宝荒神社（2017年登録）
- 歓喜院鐘楼（2017年登録）
- 歓喜院仁王門（2017年登録）
- 歓喜院水屋（2017年登録）
- 歓喜院天満社（2017年登録）
- 歓喜院平和の塔（2017年登録）
- 歓喜院籠堂（2017年登録）
- 歓喜院閼伽井堂（2017年登録）
- 坂田医院旧診療所（2004年登録）
- 日本聖公会熊谷聖パウロ教会礼拝堂（2005年登録）
- 日本聖公会熊谷聖パウロ教会門（2005年登録）

## 行田市
- 旧荒井八郎商店事務所兼主屋（2007年登録）
- 旧荒井八郎商店大広間棟（2007年登録）
- 旧荒井八郎商店洋館（2007年登録）
- 旧小川忠次郎商店店舗及び主屋（2004年登録）
- 高澤家住宅主屋（2007年登録）
- 高澤家住宅長屋門（2007年登録）
- 高澤家住宅土蔵（2007年登録）
- 高澤家住宅納屋（2007年登録）
- 高澤家住宅離れ（2007年登録）
- 十万石ふくさや行田本店店舗（2007年登録）
- 大澤家住宅旧文庫蔵（2008年登録）
- 武蔵野銀行行田支店店舗（2005年登録）

## 日高市
- 旧新井家住宅主屋（2014年登録）
- 旧新井家住宅石垣（2014年登録）
- 旧新井家住宅南土蔵（2014年登録）
- 旧新井家住宅納屋（2014年登録）
- 旧新井家住宅北土蔵（2014年登録）

## 春日部市
- 新井家住宅主屋（2006年登録）
- 浜島家住宅土蔵（2015年登録）

## 狭山市
- 東京ゴルフ倶楽部クラブハウス（2018年登録）

## 入間市
- 旧石川組製糸西洋館本館（2001年登録）
- 旧石川組製糸西洋館別館（2001年登録）

## 深谷市
- 埼玉県立深谷商業高等学校記念館（2000年登録）
- 旧東京第二陸軍造兵廠深谷製造所給水塔（2003年登録）
- 大谷家住宅主屋（2004年登録）
- 大谷家住宅松庭湯（2004年登録）
- 大谷家住宅中門及び塀（2004年登録）
- 大谷家住宅米蔵（2004年登録）
- 大谷家住宅本蔵（2004年登録）
- 大谷家住宅洋館（2004年登録）
- 大谷家住宅裏門及び塀（2004年登録）
- 大谷家住宅欅空庵（2004年登録）
- 大谷家住宅祠（2004年登録）
- 日本基督教団島村教会島村めぐみ保育園別館（2008年登録）

## 新座市
- 睡足軒（2016年登録）

## 桶川市
- 小林家住宅主屋（2004年登録）
- 島村家住宅土蔵（2000年登録）
- 島村老茶舗店舗兼主屋（2020年登録）
- 武村旅館（2002年登録）

## 飯能市
- 飯能織物協同組合事務所棟（2015年登録）

## 東松山市
- 旧埼玉県立松山中学校校舎（埼玉県立松山高等学校記念館）（2020年4月3日登録）

## 幸手市
- 岸本家住宅主屋（2009年登録）

## 草加市
- 草加市立歴史民俗資料館（旧草加小学校西校舎）（2008年登録）
- 藤城家住宅店舗（2013年登録）
- 藤城家住宅外蔵（2013年登録）
- 藤城家住宅内蔵（2013年登録）

## 八潮市
- 恩田家住宅主屋（2022年登録）
- 恩田家住宅蔵（2022年登録）
- 八條八幡神社本殿（2022年登録）

## 伊奈町
- 大島家住宅主屋（2018年11月2日登録）
- 齋藤家住宅主屋（2019年12月5日登録）

## 越生町
- 岡野家住宅店蔵（2008年7月8日登録）
- 岡野家住宅土蔵（2008年7月8日登録）
- 金子家住宅主屋（2014年4月25日登録）
- 星野家住宅主屋及び袖蔵（2020年4月3日登録）
- 世界無名戦士之墓（2020年4月3日登録）

## 小川町
- 割烹旅館二葉本店本館（2004年7月23日登録）
- 割烹旅館二葉本店六六亭（2004年月日登録）
- 旧玉成舎主屋（2021年2月26日登録）
- 旧玉成舎石蔵（2021年2月26日登録）
- 田中家長屋（2021年2月4日登録）

## 川島町
- 鈴木家住宅主屋（2016年11月29日登録）
- 鈴木家住宅土蔵（2016年11月29日登録）
- 金剛寺大日堂（2021年2月26日登録）
- 金剛寺山門（2021年2月26日登録）

## 鳩山町
- 日野岡家住宅長屋門（2007年7月31日登録）

## 抹消
重要文化財指定による登録抹消
- 遠山記念館（旧遠山家住宅）東棟（2000年登録、2018年抹消）
- 遠山記念館（旧遠山家住宅）中棟（2000年登録、2018年抹消）
- 遠山記念館（旧遠山家住宅）西棟（2000年登録、2018年抹消）
- 遠山記念館（旧遠山家住宅）土蔵（2000年登録、2018年抹消）
- 遠山記念館（旧遠山家住宅）長屋門（2000年登録、2018年抹消）
- 遠山記念館（旧遠山家住宅）庭門（2000年登録、2018年抹消）
- 遠山記念館（旧遠山家住宅）裏門（2000年登録、2018年抹消）
- 遠山記念館（旧遠山家住宅）茶室本席（2000年登録、2018年抹消）
- 遠山記念館（旧遠山家住宅）茶室寄付待合（2000年登録、2018年抹消）
- 遠山記念館（旧遠山家住宅）外塀（2000年登録、2018年抹消）
- 遠山記念館（旧遠山家住宅）内塀（2000年登録、2018年抹消）
- 遠山記念館（旧遠山家住宅）茶室雪隠（2000年登録、2018年抹消）
- 遠山記念館（旧遠山家住宅）茶室腰掛待合（2000年登録、2018年抹消）
- 旧田中家住宅表門及び煉瓦塀（2006年登録、2019年抹消）
- 旧田中家住宅文庫蔵（2006年登録、2019年抹消）
- 旧田中家住宅洋館（2006年登録、2019年抹消）
- 旧田中家住宅和館（2006年登録、2019年抹消）